# منصور النجعی
منصور النجعی (انگلیسی: Mansoor Al-Najai؛ زادهٔ ۱ ژوئیهٔ ۱۹۷۸) یک ورزشکار اهل عربستان سعودی است.
از باشگاه‌هایی که در آن بازی کرده‌است می‌توان به باشگاه فوتبال القادسیه عربستان سعودی، باشگاه فوتبال الاهلی عربستان سعودی، باشگاه فوتبال الحزم عربستان سعودی، باشگاه فوتبال هجر عربستان سعودی، باشگاه فوتبال الفیصلی عربستان سعودی، و تیم ملی فوتبال عربستان سعودی اشاره کرد.
وی همچنین در تیم ملی فوتبال Saudi Arabia بازی کرده است.